# Universidad de Odense
La Universidad de Odense era una universidad situada en Odense (Dinamarca). Fundada en 1966, en 1998 se fusionó con otras dos instituciones para formar la Universidad de Dinamarca del Sur. Su campus se conoce ahora como Universidad del Sur de Dinamarca - Odense (Syddansk Universitet Odense, abreviado SDU - Odense) y es el mayor campus de la universidad.

## Historia
La universidad fue fundada en 1966 y tenía cuatro facultades: Humanidades, Ciencias Sociales, Ciencias de la Salud y Ciencias Naturales.
En 1998, la Universidad de Odense se fusionó con la Escuela de Negocios e Ingeniería del Sur de Dinamarca y el Centro Universitario del Sur de Jutlandia para formar la Universidad de Dinamarca del Sur. El campus ahora se conoce como SDU Odense y se considera el campus principal de la Universidad del Sur de Dinamarca, tanto por su tamaño relativo como porque allí se encuentra la administración central de la universidad.

## Instalaciones
Se trata de un epítome de la arquitectura funcionalista danesa. Los estudiantes y el personal llaman al campus Rustenborg (es decir, Castillo Oxidado), por estar construido con losas de hormigón gris revestidas con acero resistente a la intemperie, en lo que constituyó un uso arquitectónico temprano de dicho material. De hecho, la revista para estudiantes de la Universidad del Sur de Dinamarca se llama Rust.
Otros edificios también reciben apelativos y apodos por parte de los estudiantes y del personal. Por ejemplo, el bloque administrativo recibe el nombre de Førerbunkeren, debido a que parece un búnker.

## Lema y escudo
El lema de la universidad está en latín y dice así: Fructus Increscit Opera Novo In Agro. Abreviado como FIONIA, coincide con el nombre de la segunda isla más grande de Dinamarca. Dicho lema fue acuñado en 1966 por el primer rector de la universidad, Mogens Brøndsted, quien también diseñó el escudo de la universidad, con un manzano.